# Фриз, Джейсон
Джейсон Фриз — американский рок-музыкант. Наиболее известен как участник группы Green Day в концертном составе (иногда его даже видно в клипах) и гитарист Foxboro Hot Tubs.

## Биография
Сын трубача Стэна Фриза, младший брат барабанщика Джоша Фриза.
Играет на нескольких музыкальных инструментах, чаще всего на саксофоне и клавишных.
Участвовал в записи более 50 альбомов более чем 35 исполнителей включая группы Goo Goo Dolls, Green Day, NOFX, Zebrahead и солистов Джуэл и Джерарда Уэйя, а также сольного альбома брата и собственной группы The Vandals.
Вместе с Green Day участвовал в нескольких концертных турах: American Idiot World Tour, 21st Century Breakdown World Tour, 99 Revolutions Tour и Revolution Radio Tour. С его участием выпущены live-альбомы Bullet in a Bible and Awesome as Fuck.
В качестве продюсера работал над альбомами Lullaby (2009) Джуэл и Death Is My Only Friend (2009) группы Death by Stereo.
Живёт в Фуллертоне (Калифорния).

## Дискография
- Green Day — 21st Century Breakdown — пианино, саксофон
- Green Day — American Idiot — орган Хаммонда B-3, саксофон
- Green Day — Bullet In A Bible — тромбон, саксофон, клавишные, вокал
- Foxboro Hot Tubs — Stop Drop and Roll!!! — орган Хаммонда B-3, пианино, саксофон, флейта
- Ленни Кравиц — Black Velveteen Remix — орган Хаммонда
- Weezer — Make Believe — Саксофон
- Busta Rhymes — The Big Bang — Саксофон
- Jewel — Lullaby — сопродюсер, фортепиано, аккордеон, меллотрон
- Jewel — The Essential Live Songbook — DVD — клавишные, саксофон
- Jewel — Perfectly Clear — орган Хаммонда B-3, Wurlitzer, меллотрон
- Feist — 1234 (песня, завоевавшая Грэмми 2008 года) — саксофон
- P.O.D. — When Angels & Serpents Dance — Клавиатуры
- Goo Goo Dolls — Let Love In — орган Хаммонда B-3, Клавинет
- Goo Goo Dolls — Live in Buffalo: 4 июля 2004 — орган Хаммонда B-3, клавишные, саксофон, перкуссия
- Queens of the Stone Age — Lullabies to Paralyze — баритон саксофон
- A Perfect Circle — aMOTION — Sax (баритон, тенор)
- A Perfect Circle — eMOTIVe — Sax (баритон, тенор)
- Spoon — Ga Ga Ga Ga Ga — тенор и баритон-саксофон
- NOFX — Coaster — орган Хаммонда B-3
- NOFX — The War on Errorism — Саксофон
- Death by Stereo — Death Is My Only Friend — продюсер, инженер, фортепиано, струнные аранжировки
- Rock Star Supernova — Rock Star Supernova — саксофон
- Viva Death — One Percent Panic — Sax
- Faulter — Darling Buds of May — Орган
- Zebrahead — Panty Raid — продюсер, струнные аранжировки, орган Хаммонда B-3, Программирование
- Zebrahead — Phoenix — орган Хаммонда B-3, Loop Программирование, Струнные аранжировки
- Zebrahead — Broadcast to the World — орган Хаммонда B-3, меллотрон, минимуг, Фортепиано
- Aphrodite — Overdrive — Саксофон
- Candy Now — Кларнет
- Forty Marshas — клавишные и саксофон
- Drum Nation, Vol. 2 — саксофон
- Фредальба — Uptown Music for Downtown Kids — минимуг, орган Хаммонда
- Afrika Bambaataa — Dark Matter Moving at the Speed of Light — тенор-саксофон
- Томми Стинсон — Village Gorilla Head — тенор-саксофон
- Эллис Холл — Straight Ahead — Sax (тенор)
- Кимберли Лок — One Love — саксофон
- Music is Hope — клавишные
- Ренни Пилгрем — Y4K — саксофон
- Last Conservative — на следующий One — Клавиатуры
- One Small Step for Landmines — орган Хаммонда B-3
- The Whigs — ЦУП — тенор и баритон саксофон
- The Juliet Dagger — Включите до смерти — клавишные, орган Хаммонда
- Энгельберт Хампердинк — определение любви — клавишные-саксофон-вокал
- Stripsearch — Stripsearch — саксофон
- Джефф Скотт Сото — Prism — саксофон
- Концерт для Нью-Йорка — Goo Goo Dolls — клавишные
- Los Calzones — Plastico — клавишные, орган Хаммонда
- Дуизил Заппа — Автоматически — Wurlitzer
- Джош Фриз — С 1972 года — баритон-саксофон
- Джош Фриз — Notorious Один человек Orgy — Фортепиано
- Джо Шербани — Дорога в будущее — Sax (тенор)
- The Vandals — Гитлер Bad, вандалы Хорошее — Саксофон
- The Vandals — Рождество с вандалами: Oi в мире! — Саксофон
- Fandangle — Fly Away — Клавиатуры
- Good Man Down — одноименный CD — пианино, орган Хаммонда B-3, свистки и колокольчики
- Джимми Кейн — Постоянное состояние движения — Фортепиано